# 닷 존스
닷 존스(Dot Jones, 1964년 1월 4일 ~ )는 미국의 배우이다.

## 출연 작품
- 화이트 T (2013)
- 프리즌 브레이크: 완결편 (2009)
- 주니어 파일럿 (2006)
- 퍽키드 (2006)
- 조지 로페즈 (2002)
- 패치 아담스 (1998)
- 폐쇄 구역 (1995)

### 텔레비전
- 못말리는 번디 가족 (1994-95)
- 마이 와이프 앤 키즈 (2004-05)
- Pretty/Handsome (2008) - 파일럿
- 프리즌 브레이크 (2009)
- 닙턱 (2009)
- 글리 (2010-15)